# MKTO
MKTO é uma dupla pop americana, composta por Malcolm Kelley e Tony Oller. Seu álbum de estreia auto-intitulado foi lançado em 30 de janeiro de 2014, através da Columbia Records. Em julho de 2015, a dupla lançou sua primeiro extended play, Bad Girls EP.
2010–2012: Formação	
Malcolm Keller  e Tony Oller conheceram em 2010 durante as filmagens da série de televisão Gigantic , da Nickelodeon , na qual seus personagens representavam os melhores amigos. [2] Eles mais tarde formou como um duo e veio com o nome MKTO, que representa as iniciais combinadas de seus nomes e sobrenomes, MK para Malcolm Kelley e TO para Tony Oller. Eles elaboraram a inspiração para seu nome, dizendo: "Ele também representa o que nosso álbum é: Misfit Kids e Total Outcasts - assim como as crianças que éramos no colégio". [3]
2012–2014: MKTO	
A dupla assinou contrato com a Columbia Records e lançou seu single de estreia " Thank You " em 12 de novembro de 2012. O gênero da canção é um cruzamento entre pop e hip hop . A canção alcançou sucesso comercial, alcançando o top dez nas paradas de singles da Austrália e da Nova Zelândia. [4] [5] O videoclipe da música foi lançado no YouTube via Vevo em 4 de janeiro de 2013 e recebeu mais de 500.000 visualizações em dois dias após o lançamento. Agora tem mais de 25 milhões de visualizações. [3] No videoclipe, Harold Perrineau , que interpretou o pai do personagem de Kelley em Lost, apareceu como uma referência ao show. MKTO lançou seu segundo single, " Classic " junto com o videoclipe em 20 de junho de 2013. Classic alcançou a posição 14 na Billboard Hot 100 dos Estados Unidos , e o videoclipe já acumulou mais de 100 milhões de visualizações no YouTube. O videoclipe de seu terceiro single, " God Only Knows ", foi lançado em 29 de novembro de 2013 no YouTube e Vevo. God Only Knows atingiu o pico na posição 11 na Austrália e na posição 19 na Nova Zelândia. Em 2013, eles abriram o Emblem3 em sua turnê de verão pelos Estados Unidos. Eles também serviram como a abertura para #bandlife Tour do Emblem3 e " Demi: World Tour de Demi Lovato ."em 2014. Seu álbum de estreia autointitulado foi lançado em 30 de janeiro de 2014 [6] na Austrália e Nova Zelândia e foi lançado em 1 de abril na América do Norte. [7]
Em fevereiro de 2014, seu álbum de estreia alcançou a posição # 1 na Austrália e # 6 na Nova Zelândia. Durante o verão de 2014, o MKTO fez sua primeira turnê como atração principal, a American Dream Tour . Isso apresentou os atos de abertura Tiffany Houghton e Action Item . O quarto single de seu álbum de estreia nos Estados Unidos é " American Dream " e alcançou a posição 40 na Austrália e 12 na Nova Zelândia. Apesar de não ter sido single, "Forever until Tomorrow" alcançou a posição 23 no iTunes na Austrália e "Heartbreak Holiday" alcançou a posição 30 no iTunes na Austrália e a número 42 nos Estados Unidos. [8]
2015–2016: EP Bad Girls	
Em 22 de julho de 2015, MKTO lançou seu primeiro EP Bad Girls EP , que foi precedido pelo lançamento de seu single principal " Bad Girls " em junho de 2015 . [9] O single alcançou a posição 80 na Austrália e alcançou a posição 36 na Billboard Mainstream Top 40. O EP alcançou a posição número 32 na parada do iTunes na Austrália e número 50 na parada do iTunes nos Estados Unidos. [10] Um single duplo A-side incluindo duas novas faixas "Hands Off My Heart / Places You Go" foi estreado exclusivamente na Billboard em 9 de março de 2016. [11] "Superstitious" é o segundo single lançado em 2016 pela dupla. [12]
2017 – presente: segundo álbum de estúdio cancelado, dissolução e retorno	
Em 10 de março de 2017, Oller anunciou no Twitter que a banda havia se separado. [13] No entanto, de acordo com sua página no Twitter, [14] eles planejam lançar novas músicas em breve. Em 12 de junho de 2018, MKTO anunciou no Twitter que eles estavam juntos novamente. [15] Três dias depois, em 15 de junho, a banda anunciou que havia assinado um novo contrato com a BMG . [16]Após o anúncio, a dupla lançou um novo single intitulado "How Can I Forget" em setembro de 2018. Em junho de 2019, eles lançaram outro single, "Shoulda Known Better". Um terceiro single, "Marry Aqueles Olhos" foi lançado em 6 de setembro de 2019. "Consider Me Yours" foi lançado em 22 de novembro de 2019. Em abril de 2020, MKTO lançou um videoclipe para Just Imagine It. Eles também lançaram 3 singles, "Simple Things", "Party With My Friends" e "How Much". "Party With My Friends" alcançou a posição 85 no iTunes [17], enquanto "How Much" alcançou a posição 54 no iTunes. [18]

## Discografia

### Álbuns
| Título | Detalhes do álbum                                                                         | Posições nas paradas | Posições nas paradas | Posições nas paradas | Posições nas paradas |
| Título | Detalhes do álbum                                                                         | AUS                  | NZ                   | SWE                  | US                   |
| ------ | ----------------------------------------------------------------------------------------- | -------------------- | -------------------- | -------------------- | -------------------- |
| MKTO   | - Lançado em: 30 de janeiro de 2014 - Formato: CD, download digital - Gravadora: Columbia | 1                    | 6                    | 21                   | 31                   |

### EPs
| Título       | Detalhes do álbum                                                                   |
| ------------ | ----------------------------------------------------------------------------------- |
| Bad Girls EP | - Lançado em: 24 de julho de 2015 - Formato: Download digital - Gravadora: Columbia |

### Singles
| "Thank You" | 2012 | 2  | —  | 37 | 7  | — | —  | —              | - ARIA: 4× Platinum - RMNZ: Platinum                                                     | MKTO         |    |   |    |   |    |    |  |     |
| "Classic" | 2013 | 9  | 61 | 64 | 8  | 7 | 24 | 14             | - ARIA: 3× Platinum - BPI: Silver - IFPI SWE: Platinum - RMNZ: Platinum - RIAA: Platinum | MKTO         |    |   |    |   |    |    |  |     |
| "God Only Knows" | 2013 | 11 | —  | —  | 19 | — | —  | —              | - ARIA: Platinum - RMNZ: Gold                                                            | MKTO         |    |   |    |   |    |    |  |     |
| "American Dream" | 2014 | 40 | —  | —  | 12 | — | —  | —              | - ARIA: Gold - RMNZ: Gold                                                                | MKTO         |    |   |    |   |    |    |  |     |
| "Bad Girls" | 2015 | 80 | —  | —  | —  | — | —  | —              |                                                                                          | Bad Girls EP |    |   |    |   |    |    |  |     |
| "Hands Off My Heart/Places You Go"                                                                                             | 2016 | —  | —  | —  | —  | — | —  | "Superstitous" | 2016                                                                                     | 70           | 98 | — | 45 | — | 72 | 89 |  | ASA |
| "How Can I Forget" | 2018 |    |    |    |    |   |    |                |                                                                                          |              |    |   |    |   |    |    |  |     |
| "—" indica um single que não entrou nas paradas ou não foi lançado. 1. 2. 3. 4. 5. 6. 7. 8. 9. 10. 11. 12. 13. 14. 15. 16. 17. |      |    |    |    |    |   |    |                |                                                                                          |              |    |   |    |   |    |    |  |     |